# شعر مرسل

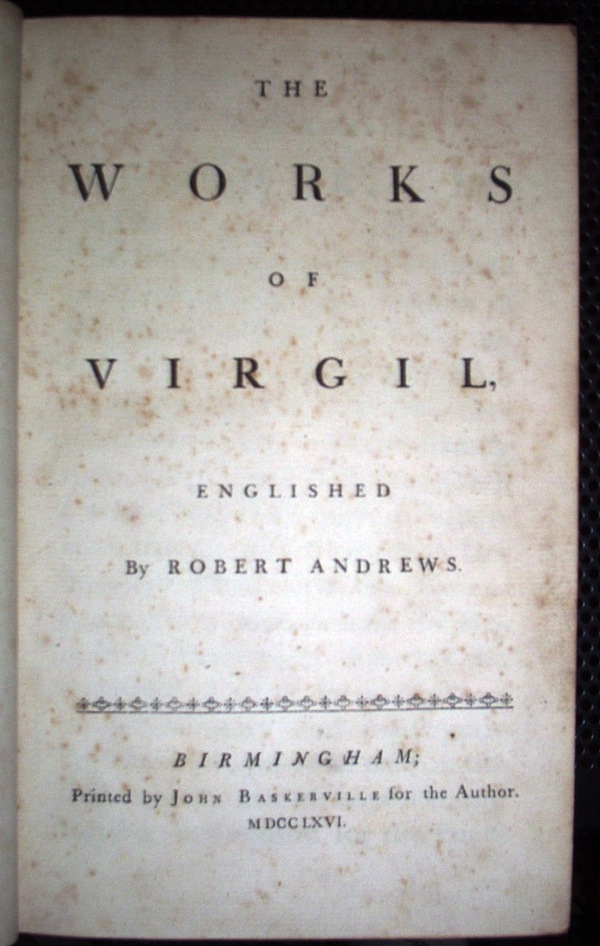

الشعر المرسل هو الشعر المتحرر من القافية الواحدة والمحتفظ بالإيقاع أي أنه يحتفظ بوحدة التفعيلة في البحر دون احتفاظه بالوزن...وقد يحافظ الشاعر في الشعر المرسل على القافية حين يتبع نظاما أقرب مايكون إلى نظام الشعر في الغات الأوروبية بقوافيه المتعانقة..وقد يلتزم الشاعر كذلك بالقافية والإيقاع معاً ولكن في الوزن قد يختلف..
"، فقد احتفظ بوحدة البحر أو الوزن وغير في القوافي، متأثرا بالشاعرين الإنجليزين " شكسبير" و"جون ملتون" ثم جاء "والت ويتمان" الأمريكي الذي لم يلتزم بالاوزان والعروض والموسيقى الشعرية. هو أول ما فكر فيه الزهاوي وشكري الفضلي في العراق وعبد الرحمن شكري وتبعة المازني في مصر،
إن عدم توفر القوافي في الشعر الإنجليزي وبخاصة قوافي الحقيقة لا قوافي المجاز دعت غلى الشعر المرسل، في اللغة الإنجليزية ولم يكن العربي بحاجة إلى هذا الضرب من الشعر لتوفر القوافي وكثرتها في العربية.
مثال من مسرحية «مأساة الحلاج» لصلاح عبد الصبور:
" الأميرة: فسأمشى في طرقات " الغابة "
حتى أبواب «القصر»
وسأدخل «ساحة» قصري مترجلة
حتى أتلقى من
خدمي ورعاياي
ما يبهج نفسي من حب وخضوع ".
وكتابة هذا اللون من الشعر أشد عسرا من كتابة الشعر الملتزم بالأوزان والقوافي التقليدية في بحورها المحددة.ومن أطيب هذا اللون من الشعر المرسل قصيدة نزار قباني (إني مسافرة):
صديقتي صديقتي الحبيبة
غريبة العينين في المدينة الغريبة
شهر مضى..لاحرف..لارسالة خضيبة
لاأثر......................لاخبر
منك يضيء عزلتي الرهيبة
أخبارنا
لاشيء ياصديقتي الحبيبة
نحن هنا
أشقى من الوعود فوق الشفة الكذوبة
أيامنا
تافهة فارغة رتيبة
دارك ذات البذخ والستائر اللعوبة
هاجمها الشتاء ياصديقتي الحبيبة
بقيمة.......................بثلجة
بريحة الغضوبة
والورق اليابس غطى الشرفة الرهيبة.